# Stift St. Peter (Einsiedel)

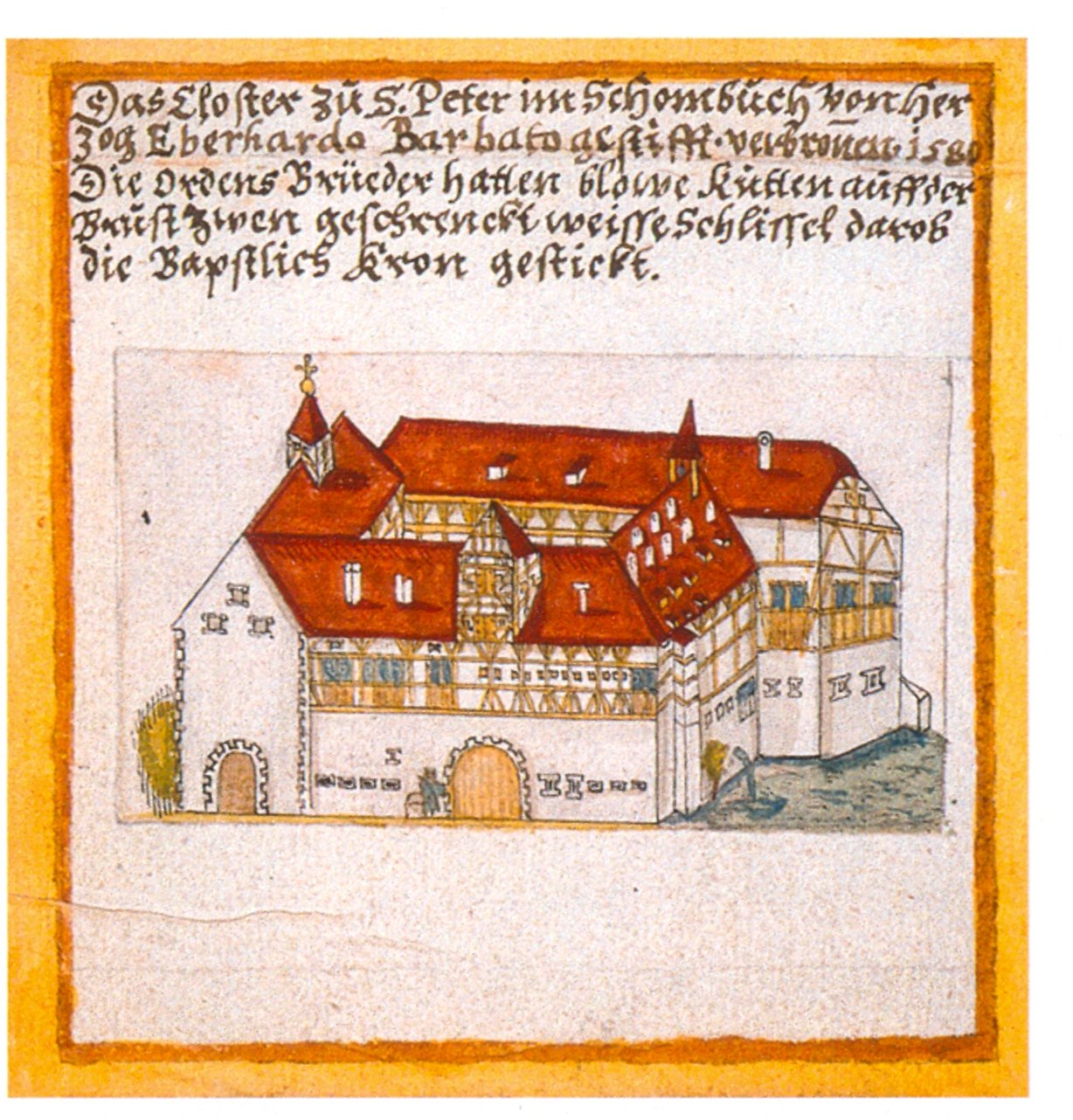
Stift St. Peter

Das Stift St. Peter auf dem Einsiedel im Schönbuch bei Tübingen war ein Kloster der Brüder vom gemeinsamen Leben. Es wurde 1492 gegründet und bestand bis 1580.

## Vorgeschichte
Bereits im 14. Jahrhundert befand sich im Gebiet des späteren Stifts St. Peter eine Einsiedlerklause. Graf Eberhard d. Ä. errichtete hier im Jahr 1460 ein Gestüt, welches bis 1810 bestehen sollte, 1482 kam ein Jagdschloss hinzu.

## Gründung
Im Jahr 1492 ließ Eberhard neben dem Jagdschloss Gebäude für das Stift errichten und stattete das Kloster mit umfangreichen Ländereien und finanziellen Mitteln aus. Vom Bischof zu Konstanz, zu welchem das Gebiet gehörte, wurde der Stiftsbezirk am 3. September 1492 zu einer eigenen Pfarrei erhoben. Zum ersten Propst wurde am 4. September 1492 Gabriel Biel gewählt, der aber bereits drei Jahre später verstarb und in der Stiftskirche beigesetzt wurde. Auch der Stifter des Klosters Herzog Eberhard im Bart wurde 1496 hier begraben.
Nach der Stiftsverfassung, die gemeinsam von Biel und Eberhard erstellt wurde, sollten im Stift zwölf Kanoniker vom Gemeinsamen Leben unter einem Propst sowie je zwölf adelige und bürgerliche Laienbrüder unter einem adeligen Meister gemeinsam hier leben. Vertreter der drei Stände des Landes sollten hier stellvertretend für alle Untertanen des Herzogs Tag und Nacht das Gotteslob feiern und für das Seelenheil der zunächst gräflichen, ab 1495 herzoglichen Familie beten. Diese Stiftsverfassung stellte für ihre Zeit eine kühne Neuerung dar und erweiterte auch die bisherigen Statuten für die Stifte und Häuser der Kanoniker vom Gemeinsamen Leben.
Die Brüder trugen einen blauen Mantel, auf dem in Brusthöhe zwei gekreuzte Schlüssel als Petrussymbol unter der päpstlichen Tiara angebracht waren. 
Pröpste des Klosters wurden nach Gabriel Biel, der Theologe Wendelin Steinbach und Peter Brun (1463–1553). Beide waren oder wurden als Gelehrte bekannt, verfassten zahlreiche Schriften und lehrten Theologie in Tübingen.
Die geplanten Kanonikerstellen konnten aber in der Folge nicht alle besetzt werden, und das Stift kümmerte dahin. Dennoch wurde es nicht im Jahr 1516/1517 zusammen mit anderen Stiften der Kanoniker vom Gemeinsamen Leben aufgehoben, da es durch die hier befindliche Grablege des Herzogs Eberhard eine Sonderstellung einnahm und auch eine besondere Rechtsstellung hatte. Es stand unter dem direkten Schutz des Papstes und des Königs. 
Bei Aufhebung des Stiftes im Zuge der Reformation im Jahr 1534 lebten noch fünf Chorherren im Kloster. Die sterblichen Überreste Herzog Eberhards wurden nun von Herzog Ulrich in die Stiftskirche zu Tübingen überführt.
Im Jahr 1580 wurde das quadratische Stiftsgebäude durch einen Brand zerstört und im Anschluss bis auf wenige Reste abgetragen. Ein Großteil der Steine wurde für den Bau des Collegiums Illustre in Tübingen verwandt, welches schon zuvor Teile der Klostereinkünfte erhalten hatte. Die Güter gingen an das Gestüt und eine Meierei über. 1823 ging das gesamte Hofgut in den Privatbesitz des württembergischen Königs über und untersteht noch heute der herzoglich württembergischen Hofkammerverwaltung.